# 李英 (常山郡王)
李英（?—?），真定府（今河北省正定县）人，北宋大臣，宋太宗元德皇后的父亲，宋真宗的外祖父。
李英在北宋担任乾州防御使。宋太祖听说李英的女儿有容德，推荐给弟弟赵光义作为妾室。乾德三年（965年），李氏生下赵光义的长子赵德崇，开宝元年（968年），李氏生下赵光义的第三子赵德昌。赵光义即位后，以李氏为陇西郡夫人。赵德昌后来改名赵恒，即位为宋真宗。大中祥符元年（1008年）五月，宋真宗贈外祖父李英为檢校太尉、安國節度使，追封常山郡王；外祖母王氏为魏國太夫人。